# Міхал Хороманський
Міхал Хороманський (пол. Michał Choromański, нар. 9 (22) червня 1904, Єлисаветград, Херсонська губернія, Російська імперія — 24 травня 1972, Варшава, Польща) — польський письменник і драматург. Лауреат Молодіжної премії Польської академії літератури.

## Біографія
Народився в Єлизаветграді (нині — Кропивницький) в родині медика Костянтина Хороманського (який загинув у результаті вибуху бомби в Києві в 1918 році) та Олександри (уродженої Рогаської). Після смерті батька він був змушений працювати, щоб утримувати себе, матір та сестру. Він був, серед іншого, репетитором, учителем мистецтва, журналістом та помічником пекаря. Він також цікавився живописом і створив кілька портретів у той час. У молодому віці він захворів на туберкульоз кісток та легень. Потім почалися його блукання по лікарнях та санаторіях. У 1924 році він приїхав до Польщі разом з матір'ю та сестрою. Вивчав педагогіку та психологію.
Під час перебування в Закопаному ним зацікавилися Кароль Шимановський і Казимир Вежинський. Останній познайомив молодого письменника (який на той час писав російською мовою) з Марією Каспровичовою, вдовою Яна Каспровича, у «Гаренді». Так почалася стрімка кар'єра Хороманського. Юзеф Вітлін писав про пол. Biali bracia — перший роман, написаний Хороманським польською мовою:
|  | Я буду сурмити скрізь, де зможу, що ви написали книгу, яка не поступається найкращим творам Конрада, і це правда.. |

У 1930-х роках він написав «Ревнощі та ліки», «Неоднозначні оповідання», «Скандал у веселій Багнісці» та кілька драм. Навесні 1933 року він поїхав до Швейцарії, де у травні лікувався від туберкульозу в санаторії в Лезені. Він також орендував частину вілли «Химера» в Закопаному. Тут він зустрівся, серед інших. з Віткацієм і Тадеушем Доленгою-Мостовичем. У цей період він багато подорожував до Аргентини, Бразилії та Західної Африки.
Невдовзі після початку Другої світової війни він одружився з танцівницею та хореографом Рут Сорел. Через її єврейське походження вони обидва були змушені покинути окуповану Польщу в 1940 році. Хороманський провів сімнадцять років на еміграції — спочатку в Бразилії, потім у Канаді. У Монреалі Рут керувала балетною школою, але Хороманський страждав від творчої кризи. Після повернення до країни в 1957 році він почав працювати з подвоєною силою. Він майже щороку публікував новий роман, але ним не дуже цікавились критики. Він почувався самотнім і відкинутим. Він раптово помер 24 травня 1972 року. Похований на військовому кладовищі Повонзки у Варшаві (ділянка 17B-5-30). Рут Сорель-Хороманьська померла у Варшаві 1 квітня 1974 року.

## Творчість
- Biali bracia (1931)

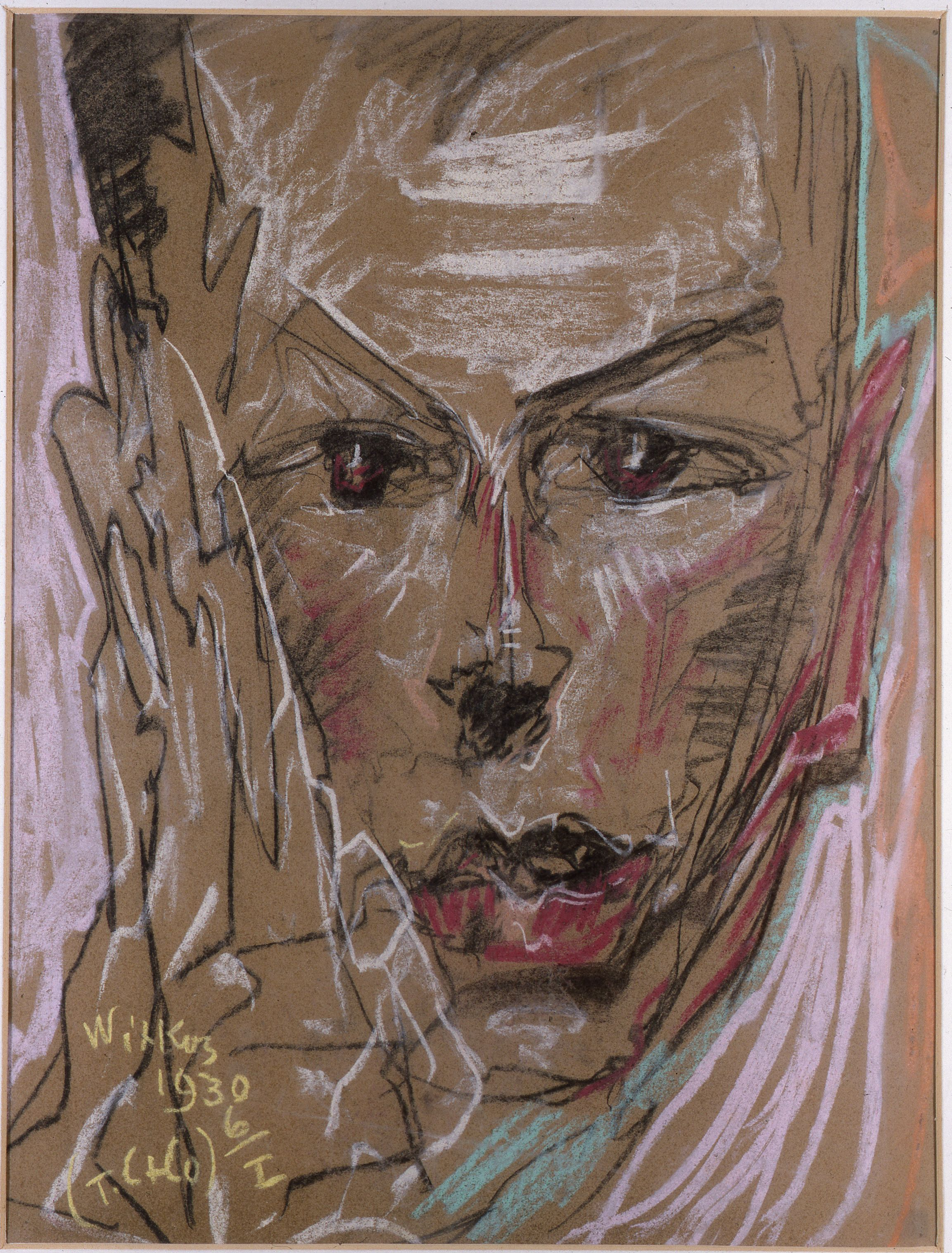
Портрет М. Хороманського, руки Станіслава Ігнація Віткевича (1930)

- Ревнощі та ліки[pl] (1932), екранізація (1973)
- Opowiadania dwuznaczne (1934)
- Szpital Czerwonego Krzyża (друк у «Часі»[pl] 1937, книга 1959)
- Prolegomena do wszelkich nauk hermetycznych (1958)
- Вгору сходами, вниз сходами[pl] (1965), екранізація (1988)
- Dygresje na temat kaloszy (1966)
- Makumba, czyli drzewo gadające (1968)
- W rzecz wstąpić (1968)
- Słowacki wysp tropikalnych (1969)
- Głownictwo, moglitwa i praktykarze (1969)
- Kotły Beethovenowskie (1970)
- Różowe krowy i szare scandalie (1970)
- Miłosny atlas anatomiczny (1972)
- Memuary (1976, раніше надруковано в «Пшекрую»)
- Opowiadanie wariackie (1979)
- Skandal w Wesołych Bagniskach (1993); за мотивами роману польської комедії жахів Жах у Веселому Болоті[pl] (1995)

## Екранізації
- Ревнощі та ліки[pl], реж. Януш Маєвський, 1973
- Вгору сходами, вниз сходами[pl], реж. Анджей Домалік[pl], 1988
- Жах у Веселому Болоті[pl], реж. Анджей Баранскі[pl], 1995

## Bibliografia
- Marek Sołtysik[pl], Świadomość to kamień: kartki z życia Michała Choromańskiego. Poznań: Wydawnictwo Poznańskie, 1989
- Andrzej Konkowski, Michał Choromański. Warszawa: PIW[pl], 1980
- Artykuł w portalu culture.pl